# 560 (numero)
Cinquecentosessanta (560) è il numero naturale dopo il 559 e prima del 561.

## Proprietà matematiche
- È un numero pari.
- È un numero composto.
- È un numero abbondante.
- È un numero rifattorizzabile.
- È un numero tetraedrico.
- Poiché la somma dei suoi divisori (escluso il numero stesso) è 928 > 560, è un numero abbondante.
- È un numero palindromo nel sistema di numerazione posizionale a base 6 (2332).
- È un numero ottagonale.
- È un numero pratico.
- È un numero odioso.
- È parte delle terne pitagoriche (76, 560, 565), (126, 560, 574), (192, 560, 592), (204, 560, 596), (273, 560, 623), (330, 560, 650), (336, 448, 560), (420, 560, 700), (560, 588, 812), (560, 684, 884), (560, 702, 898), (560, 900, 1060), (560, 1050, 1190), (560, 1161, 1289), (560, 1344, 1456), (560, 1518, 1618), (560, 1551, 1649), (560, 1920, 2000), (560, 2205, 2275), (560, 2418, 2482), (560, 2772, 2828), (560, 3111, 3161), (560, 3900, 3940), (560, 4884, 4916), (560, 5586, 5614), (560, 7830, 7850), (560, 9792, 9808), (560, 11193, 11207), (560, 15675, 15685), (560, 19596, 19604), (560, 39198, 39202), (560, 78399, 78401).

## Astronomia
- 560 Delila è un asteroide della fascia principale del sistema solare.
- NGC 560 è una galassia lenticolare della costellazione della Balena.

## Astronautica
- Cosmos 560 è un satellite artificiale russo.